# Дом Трубецких (Киев)
Дом Трубецких (укр. Будинок Трубецьких) — памятник архитектуры в Киеве, расположенный на Владимирской улице, 3.
Находится на территории детинца древнего Киева. В XII—XIV веках на этом месте существовала каменная ротонда, ещё раньше, предположительно, было капище.
Точная дата строительства существующего здания и имя архитектора не известны. Предположительно построен в 1820-х годах, возможно, по проекту городского архитектора Андрея Меленского. Заказчиком и первыми владельцем усадьбы был чиновник О. Анненков. Дом деревянный на кирпичном цоколе, с мезонином над средней частью здания. Со стороны двора — два небольших флигеля 1850-х гг. постройки. Дом стоит на возвышенности относительно улицы (такая ситуация образовалась в конце XIX века после прокладки тротуара). Планировка дома коридорно-анфиладное, с выделенными залами и отдельными ступенями в мезонин. Перекрытия и лестница деревянная. Окна второго этажа 3-крестные, первого и мезонина — Т-образные. В центре фасада второго этажа — балкон на металлических консолях.
С 1840-х годов усадьбой владел младший чиновник по особым поручениям канцелярии киевского гражданского губернатора (а впоследствии старший секретарь канцелярии киевского генерал-губернатора) Бонифаций Климович. С 1867 года и до революции 1917 года особняк принадлежал княгине Елизавете Трубецкой.
Уже в 1970—1976 годах было проведено обследование и реставрация здания. Дом Трубецких на сегодня является ценным и редким образцом жилой застройки города времён классицизма. Дом используется как одно из подразделений Института археологии — отдел археологии Киева, отдел древнерусской и средневековой археологии.